# Anlagemünzen der Cookinseln
| Cook Islands Bounty | Cook Islands Bounty                         |
| ------------------- | ------------------------------------------- |
| Metall:             | 99,99 % Au 99,95 % Pt 99,95 % Pd 99,99 % Ag |
| Feingewicht:        | 31,1035 g                                   |
| Rand:               | geriffelt                                   |
| Vorderseite         |                                             |
|                     |                                             |
| Motiv:              | Regierender britischer Monarch              |
| Rückseite           |                                             |
|                     |                                             |
| Motiv:              | Segelschiff Bounty                          |

Die Anlagemünzen der Cookinseln sind in Lizenz der Cookinseln produzierte Anlagemünzen aus Gold, Silber, Platin und Palladium. Am bekanntesten sind die 1-Feinunze-Münzen mit dem Motiv des Segelschiffs Bounty auf der Zahlseite („Cook Islands Bounty“). Auf der Kopfseite ist das Porträt der britischen Königin Elisabeth II. abgebildet. Bei den größeren Cook-Islands-Silbermünzen gibt es Varianten mit jährlich wechselnden Motiven des Chinesischen Tierkreises.
Cook Islands Bounty Gold:
Die 1-Feinunzen-Goldmünzen haben einen Feingoldgehalt von 99,99 %, einen Nominalwert  von 100,- Cook-Islands-Dollars und ein Gewicht von 31,103 g.
Cook Islands Bounty Platin:
Die 1-Feinunzen-Platinmünzen haben einen Feinplatingehalt von 99,95 %, einen Nominalwert von 100,- Cook-Islands-Dollars und ein Gewicht von 31,103 g.
Cook Islands Bounty Palladium:
Die 1-Feinunzen-Palladiummünzen haben einen Feinpalladiumgehalt von 99,95 %, einen Nominalwert von 50,- Cook-Islands-Dollars und ein Gewicht von 31,103 g.
Cook Islands Bounty Silber:
Die 1-Feinunzen-Silbermünzen haben einen Feinsilbergehalt von 99,99 %, einen Nominalwert von 1,- Cook-Islands-Dollars und ein Gewicht von 31,103 g.
Daneben gibt es noch die Stückelungen 1/10 Feinunze, 1/4 Feinunze, 1/2 Feinunze, 20 Feinunzen und 1 kg.
Neben den eigentlichen (runden und flachen) Silbermünzen gibt es auch Cook-Islands-Münzbarren und Cook-Islands-Münztafeln, bei denen aus einer dünnen, rechteckigen Platte durch Knicken einzelne Münzbarren mit 1 g bzw. 10 g Gewicht abgetrennt werden können. Auf letzteren ist auf der Wertseite nicht die Bounty, sondern der Meeresgott Tangaroa abgebildet. Mit den Prägejahren 2012 und 2013 gibt es außerdem „Münzstangen“ (zylinderförmige Rundbarren mit den Münzbildern der Bounty bzw. der Königin auf den ebenen Endflächen) zu 250 g, 500 g und 1000 g. Alle diese Cook-Islands-Silberprodukte haben einen Feinsilbergehalt von 99,99 %.